# Giovanni Camillo Glorioso
Pour les articles homonymes, voir Glorioso (homonymie).
Giovanni Camillo Glorioso di Gifuni (près de Salerne), né en 1572, mort le 8 janvier 1643, est un mathématicien et astronome italien, ami de Marino Ghetaldi, et successeur de Galilée à Pise, puis à Padoue.

## Biographie

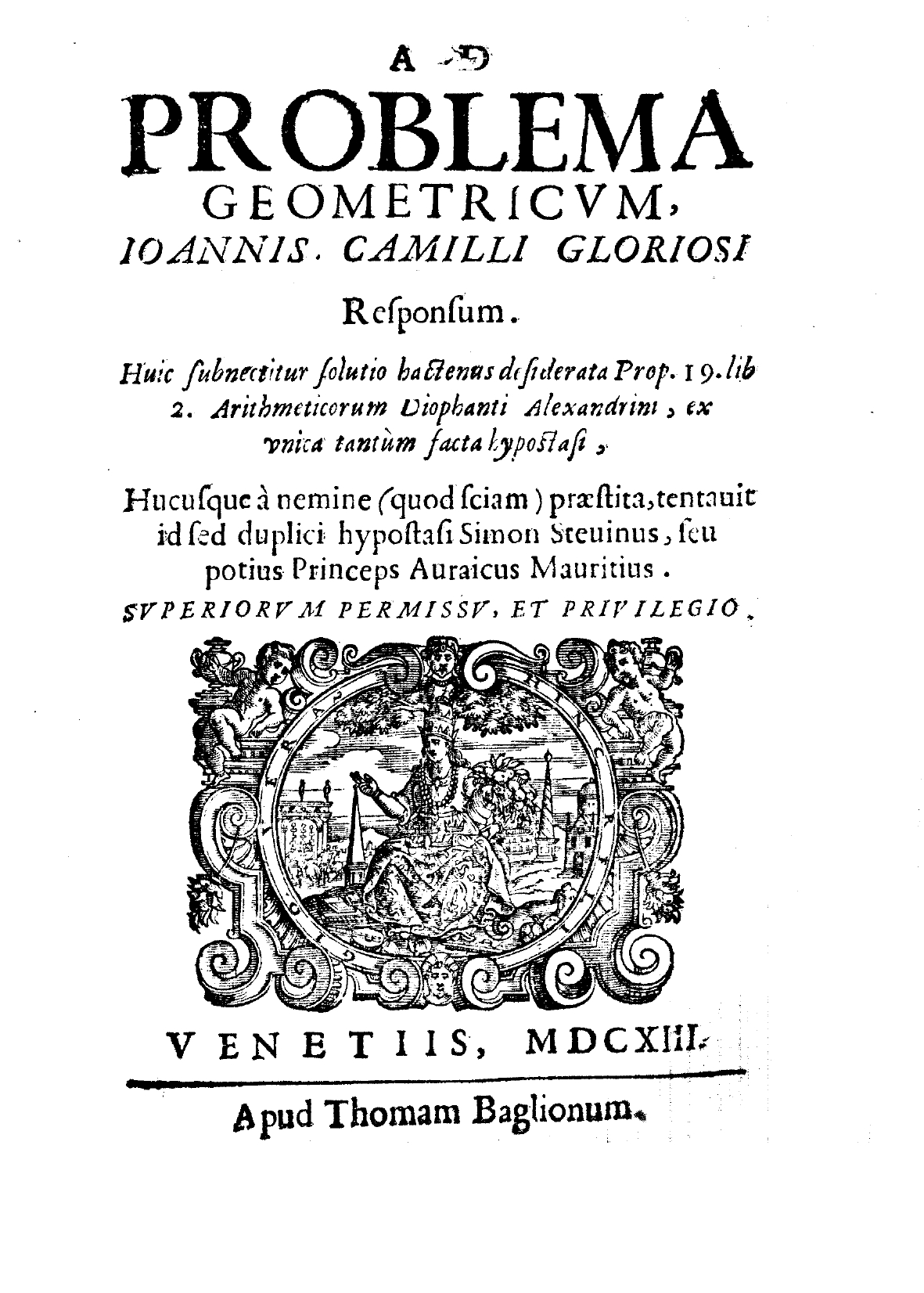
Ad problema geometricum responsum, 1613

Giovanni Camillo Glorioso entre en correspondance avec Galileo Galilei vers 1604. Il lui succéde, à l'université de Padoue, et ce pour 350 florins par an, en 1613. Il fait quelques observations sur la comète de 1618, les tâches de Mars, les différents aspects de Saturne, dont il fait les premiers dessins. Il se lie alors avec Antonio Santini (1577-1662) avec lequel il entretient par la suite une correspondance. Glorioso s'oppose par la suite à l'astronome Scipione Chiaramonti et à son successeur à l'université de Pise, Bartolomeo Sovero, disciple de Fortunio Liceti.
En s'appuyant sur les travaux de Johannes Kepler, il considére, par l'argument de la parallaxe, que les comètes sont bien des corps célestes, ce contre l'avis de Galilée. S'il remet en cause la conception traditionnelle du cosmos, il n'est pas pour autant copernicien. Dans une lettre adressée en 1610 à son ami Johann Schreck, Glorioso laisse entendre que Galilée se donne pour l'inventeur du télescope, ainsi que du compas de proportion, ce dernier étant dû selon lui à  Michel Coignet. Dans les deux cas ces accusations ne paraissent pas fondées.
Une de ses œuvres reprend le titre des travaux ultimes d'Alexander Anderson publiés en 1619 à Paris : Alexandri Andersoni Exercitationum Mathematicarum Decas Prima, et montre que Glorioso écrivait ses calculs algébriques dans un langage hérité de l'algèbre de Viète. Il est un des premiers à noter {\displaystyle Aqqc} ce qu'on note aujourd'hui {\displaystyle A^{8}}.

## Œuvres
- 1613, Ad theorema geometricum a nobilissimo viro propositum Joannis Camilli Gloriosi responsum. Huic subnectitur solutio hactenus desiderata prop. 19 lib. 2. Arithmeticorum Diophanti Alexandrini, chez T. Baglionum
- 1619, De cometis dissertatio astronomico-physica publice habita in gymnasio Patavino, chez Varisciana Disponible ici, livre dédié à Marino Ghetaldi, autre élève de François Viète.
- 1624, De cometis dissertatio astronomico-physica(rééedition à Venise chez Variscana)
- 1626, Responsio Io. Camilli Gloriosi ad controuersias de cometis peripateticas, sue, potius ad calumnias, & mendacia cuiusdam peripatetici.
- 1627, Joannis Camilli Gloriosi Exercitationum mathematicarum decas prima, in qua continentur varia et theoremata et problemata, Naples, ex. typographia Lazari Scorigij (Lazaro Scoriggio) lire en ligne.
- 1630,  Responsio Joannis Camilli Gloriosi ad vindicias Bartholomaei Soveri. Item responsio ejusdem ad scholium Fortunii Liceti Éditeur: Ex typogr. S. Roncalioli
- 1637, Castigatio examinis Scipionis Claramontii in secundam decadem, chez L. Scorigium
- 1638, Castigatio Io. Camilli Gloriosi adversus Scipionem Claramontium, chez  Joseph de Neris
- 1641, Responsio Joannis Camilli Gloriosi ad apologiam Benedicti Maghetti. Item responsio ejusdem ad Scipionem Claramontium, chez S. Roncalioli
- 1643, Responsio ad scholium Fortunii Liceti

Pour le détail de toutes les lettres de Glorioso et de Galilée, voir l' Institut et Musée de l'histoire des sciences, Musée Galilée de Florence.

## Sources
- Fiche sur Michel Coignet : Musée Galilée
- (it) Roberto Vergara Caffarelli, 1992, Il compasso geometrico e militare di Galileo Galilei - Testi, annotazioni e disputa negli scritti di G. Galilei, * M. Bernegger e B. Capra, Ed. ETS, 1992, pp. IX-XLI (d'après la page de l'auteur sur il Laboratorio di Galileo  Galilei), lire en ligne, traduction anglaise Katiuscia Mariottini, (en) lire en ligne.
- (it) L'histoire du compas de proportion : sur Brunelleschi
- Edward Rosen, « Did Galileo claimed he invented the Telescope? », Proceedings, American Philosophical Society, vol. 98, no 5,‎ 1954, p. 304-311 (lire en ligne).
- (it) Ugo Baldini, Gloriosi, Giovanni Camillo, Dizionario Biografico degli Italiani vol. 57 2001 lire en ligne.